# Daganbhuiyan
Daganbhuiyan è un sottodistretto (upazila) del Bangladesh situato nel distretto di Feni, divisione di Chittagong. Si estende su una superficie di 165,84 km² e conta una popolazione di 204.975 abitanti (dato censimento 1991).